# 東町 (浦河町)
東町（ひがしちょう）は北海道浦河町にある地名。郵便番号は057-0007。当地域の人口は2,266人。

## 地理

### 地名
地名は3つに分かれている。東町ちのみ、東町かしわ、東町うしお。

## 周辺
- 道路
  - 国道235号
  - 国道236号

- 鉄道
  - 日高本線東町駅（2021年4月1日廃止）

## 公共機関
- 浦河赤十字病院
- 北海道浦河高等学校
- コープさっぽろ東町店